# Haplochromis latifasciatus
Haplochromis latifasciatus là một loài cá thuộc họ Cichlidae. Nó là loài đặc hữu của hồ Kyoga tại Uganda. Chúng có thể đạt chiều dài 11 xentimét (4,3 in).